# Lagarosiphon cordofanus
Lagarosiphon cordofanus là một loài thực vật có hoa trong họ Hydrocharitaceae. Loài này được Casp. mô tả khoa học đầu tiên năm 1858.